# Nāḩiyat Markaz Manbij
Nāḩiyat Markaz Manbij (arabiska: ناحية مركز منبج) är ett subdistrikt i Syrien.   Det ligger i provinsen Aleppo, i den norra delen av landet, 400 km norr om huvudstaden Damaskus.
Omgivningarna runt Nāḩiyat Markaz Manbij är i huvudsak ett öppet busklandskap. Runt Nāḩiyat Markaz Manbij är det ganska tätbefolkat, med 86 invånare per kvadratkilometer.